# Gilo
Pour les articles ayant des titres homophones, voir Gilot et Gillot.

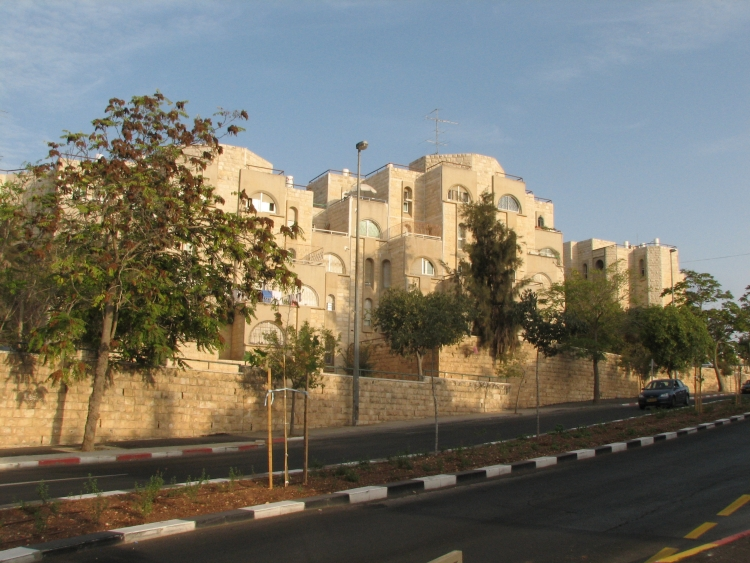
Une rue de Gilo.

Gilo (hébreu : גִּלֹה) est une colonie israélienne, illégale au regard du droit international, située dans le sud-ouest de Jérusalem-Est, dans le secteur à majorité arabe de Jérusalem, territoire palestinien occupé par Israël depuis la guerre des Six jours 1967,. 

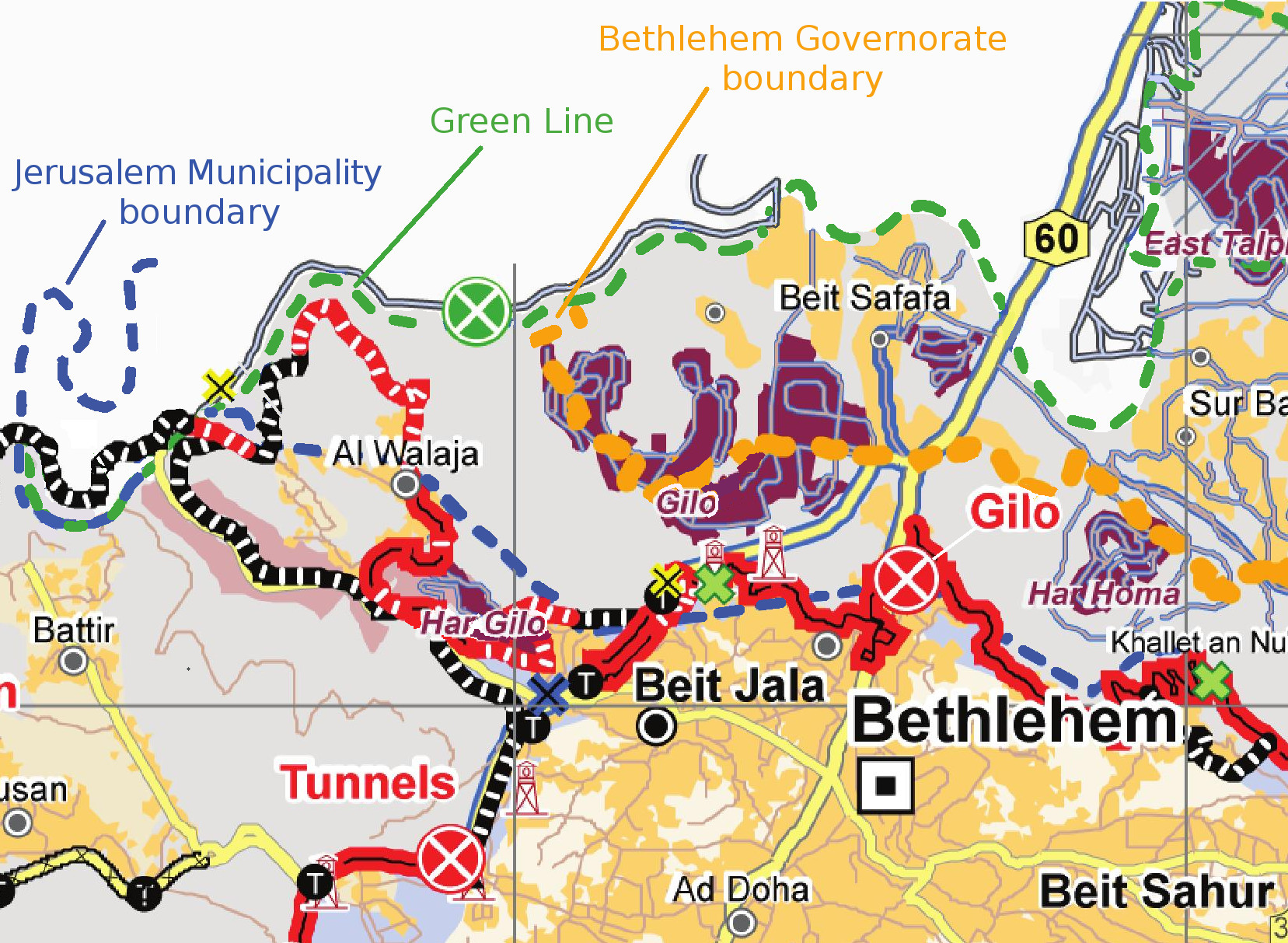
Carte de la région de Gilo

Gilo abrite 40 000 colons.

## Géographie

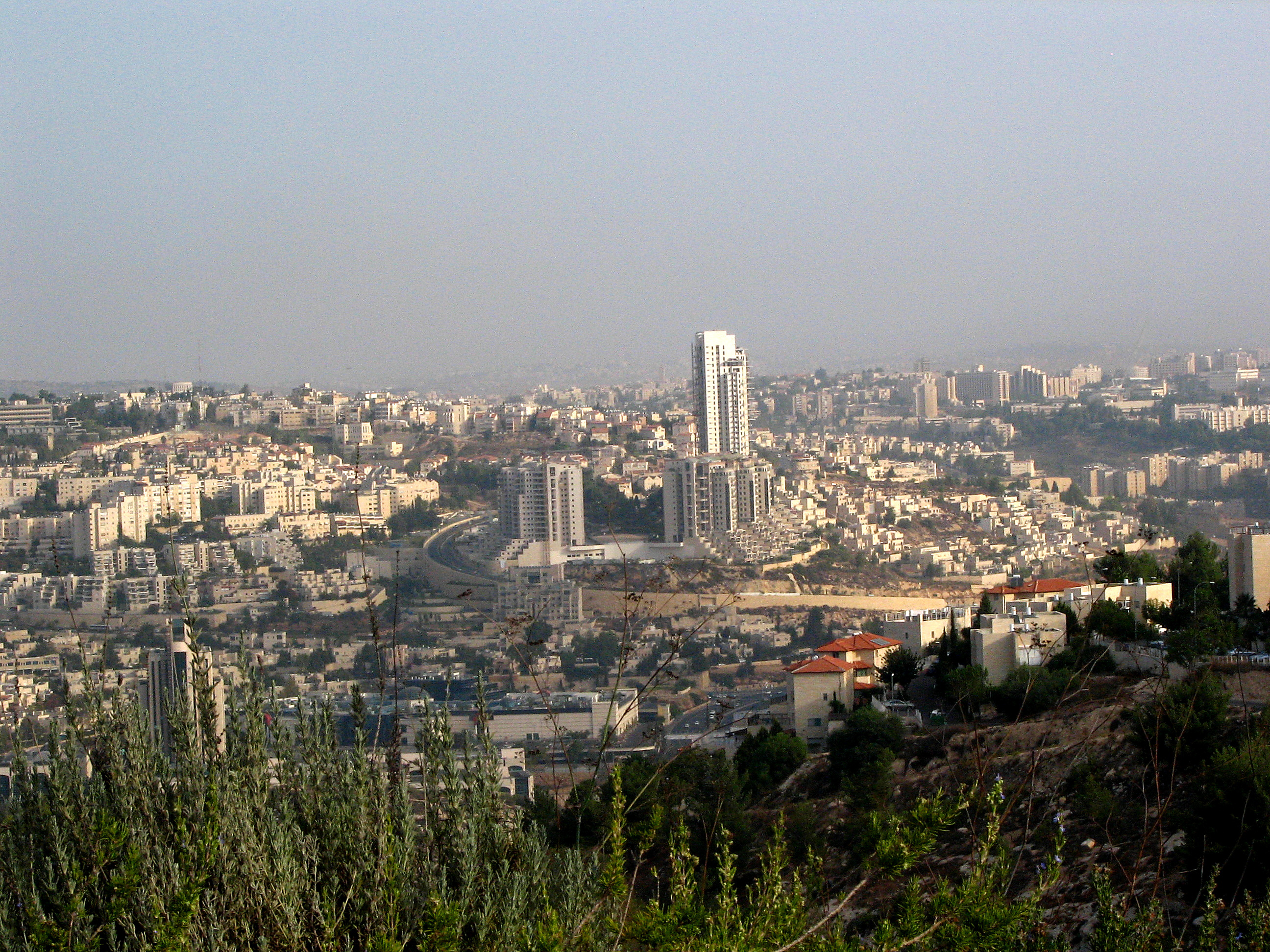
Vue panoramique de Jérusalem depuis Gilo.

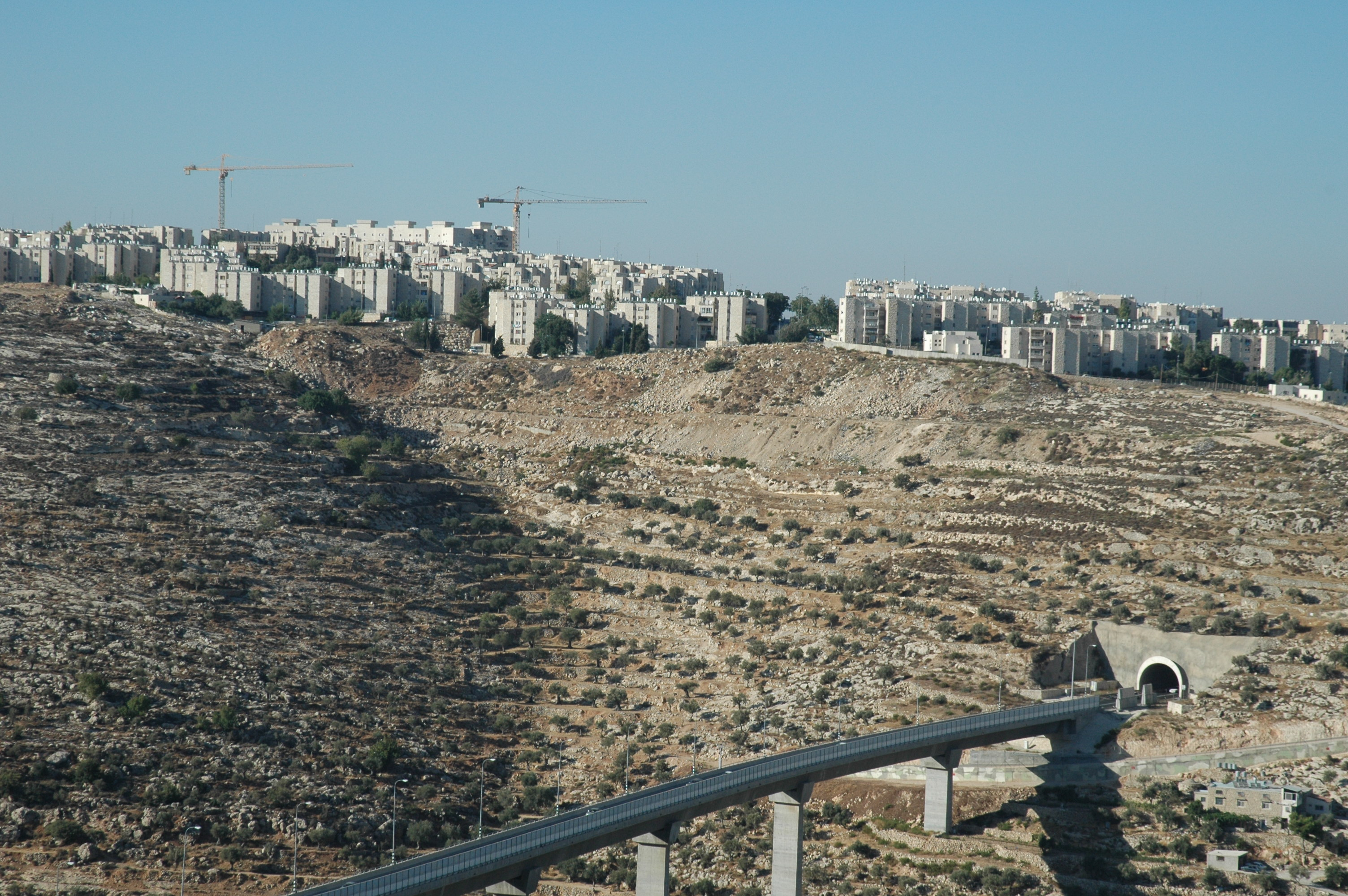
Vue de Gilo depuis Beit Jala

Gilo est située sur une colline dans le sud-ouest de Jérusalem-Est et séparée de Beit Jala par une gorge profonde. L'autoroute 60 passe par un tunnel entre les deux villes. Beit Safaea et Sharafat sont au nord de Gilo, Bethléem est au Sud.

## Histoire

### Antiquité
Des données archéologiques datées de l'Âge du Fer I (1200 – 1000 avant j.-c.) ont été retrouvées à Gilo. Des poteries datant du 12e siècle avant notre ère ont été exhumées. Ce site est considéré comme l'un des plus anciens de cette période. Le site était entouré par un mur défensif et divisé, probablement en bergeries, avec des maisons sur les bords. Les bâtiments du site sont parmi les exemples les plus anciens de maison à quatre pièces, caractéristique de l'architecture de l'époque. Les fondations d'un bâtiment construit en grosses pierres ont également été découvertes, peut-être une tour de défense.
La ville de Gilo est mentionnée dans le Livre de Josué (Josué 15:51) et le Livre de Samuel (II Sam 15:12). Certains chercheurs pensent que la Gilo biblique est située dans les collines d'Hébron.

### Ère moderne
À la suite de la guerre Israélo–Arabe de 1948, Gilo reste du côté jordanien de la Ligne Verte jusqu'en 1967.
En 1970, le gouvernement Israélien exproprie 12 300 dounam (12,3 km²) de terres  palestiniennes, conquises après la guerre des Six Jours, pour construire la ville actuelle.
Gilo est édifié en 1973 sur les terres palestiniennes de Beit Jala, Beit Safafa et Sharafat. Le gouvernement israélien procède à l'expropriation de vignobles et de vergers appartenant à des résidents palestiniens. La colonie occupe notamment un lieu appelé Al Slayeb à Beit Jala.
Le quartier a été construit dans le cadre d'une politique d'« israélisation de Jérusalem ». Selon Rachel Kallus, spécialiste d'urbanisme, « le fait de considérer Gilo comme faisant partie de la zone municipale de Jérusalem a permis de maintenir démographiquement la majorité juive de la ville ».
Selon un planificateur municipal, la plupart du terrain avait été acheté légalement par les Juifs avant la Seconde Guerre mondiale, la grande majorité durant les années 1930, et que les propriétaires fonciers n'avaient pas renoncé à leur droit de propriété lors de la conquête de la zone par les Jordaniens en 1948[source insuffisante]. Selon d'autres sources, la terre appartenait aux villages Palestiniens de Sharafat, Beit Jala et Beit Safafa. Avec son expansion au fil des ans, Gilo sépare Jérusalem et Beit Jala-Bethléem. Gilo fait partie de l' « anneau de quartiers » (hébreu : שכונות הטבעת) entourant la ville.

## Démographie

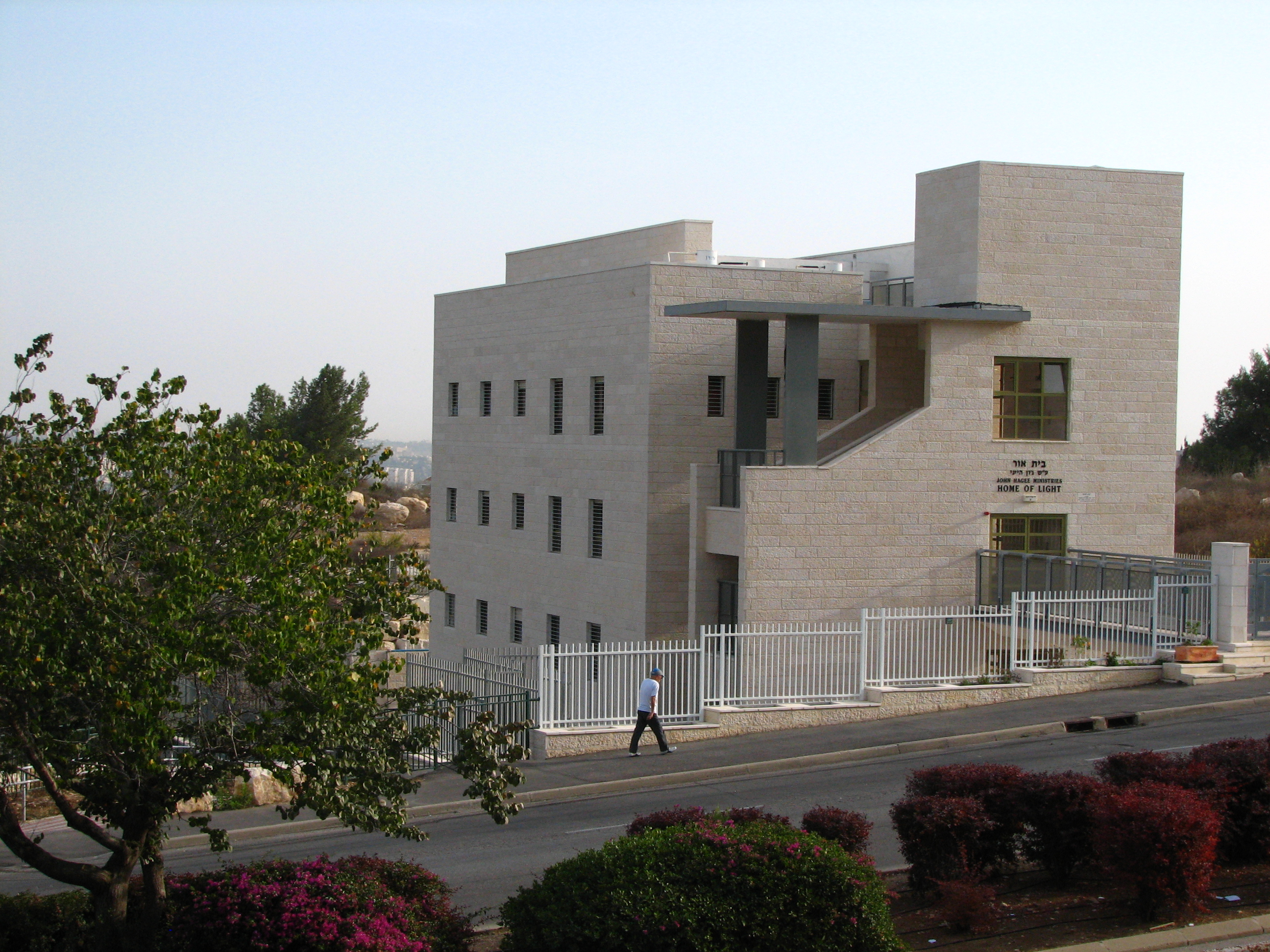
L'hôtel Beit Or.

Depuis sa création, Gilo a accueilli de nouveaux immigrants Juifs de partout dans le monde. Un hôtel pour immigrants se trouve dans la ville, et beaucoup choisissent de s'installer à proximité. Depuis l'arrivée massive de Juifs Soviétiques dans les années 1990, Gilo a absorbé 15 % de tous les immigrants de cette origine à Jérusalem. L'hôtel pour immigrants est maintenant sur le site d'un kibboutz urbain, Beit Israël. Des juifs aussi bien séculiers que religieux vivent dans la ville, même si un nombre croissant de familles Haredim s'y installent.

## Écoles et institutions
Beit Or (la Maison de la Lumière) a ouvert en mars 2008 et accueille les jeunes adultes autistes. Une maison pour adultes handicapés est également située à Gilo. La ville compte 35 synagogues. En 2009,un nouveau système de chauffage d'eau promet une réduction de la pollution et des économies d'énergie. La ville dispose d'un parc avec une aire de jeux pour les enfants.

## Statut légal

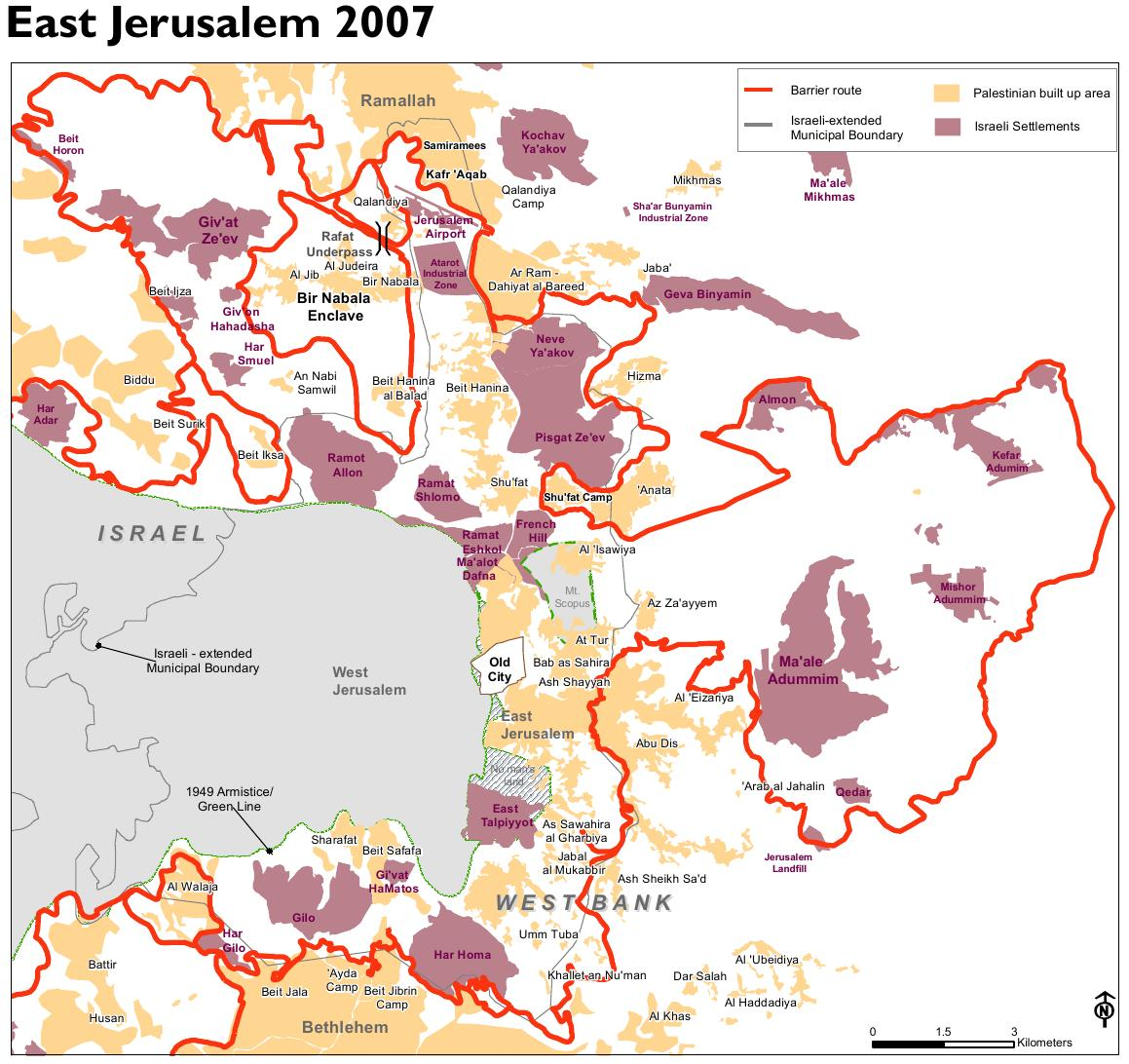
Gilo sur une carte de Jérusalem de 2007.

Gilo est situé à l'est de la Ligne Verte de 1949, sur des terrains occupés par Israël depuis la guerre des Six Jours. La communauté internationale considère la ville comme une colonie israélienne illégale en vertu du droit international, Israël conteste ce statut. L'Organisation des Nations unies, l'Union Européenne et le Japon notamment considèrent que la ville est une colonie illégale.
Pour les Palestiniens, la ville est un territoire occupé, et il n'y a pas de différence entre Gilo et les colonies de Cisjordanie. 
Des plans d'extension de Gilo ont attiré les critiques de la part des États-Unis et du Royaume-Uni. Pour Israël, la construction ne pose pas de problème puisque la ville se trouve à l'intérieur des limites municipales de Jérusalem, depuis l'annexion israélienne unilatérale dans le cadre de la Loi de Jérusalem de 1980.  En 2009, le Comité de Planification de Jérusalem approuve la construction de 900 nouveaux logements à Gilo, déclenchant des critiques dans le monde entier. 

## Conflit israélo-arabe

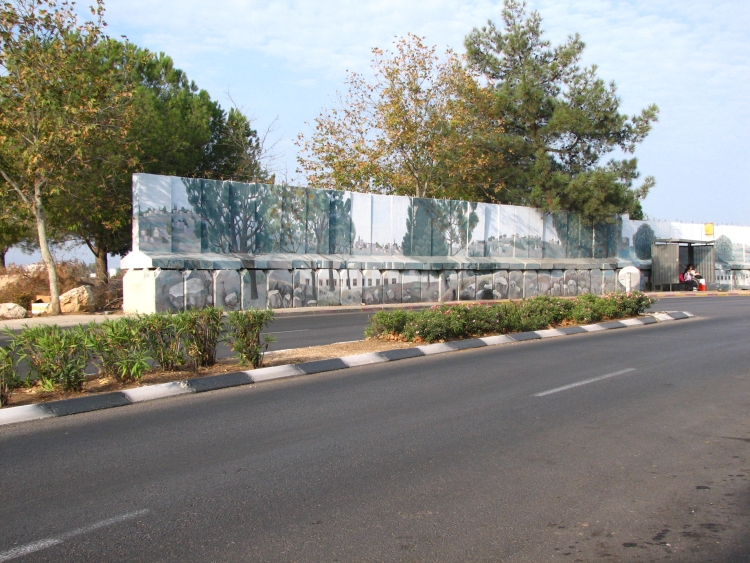
Mur en béton destiné à protéger des coups de feu (démantelé en 2010)

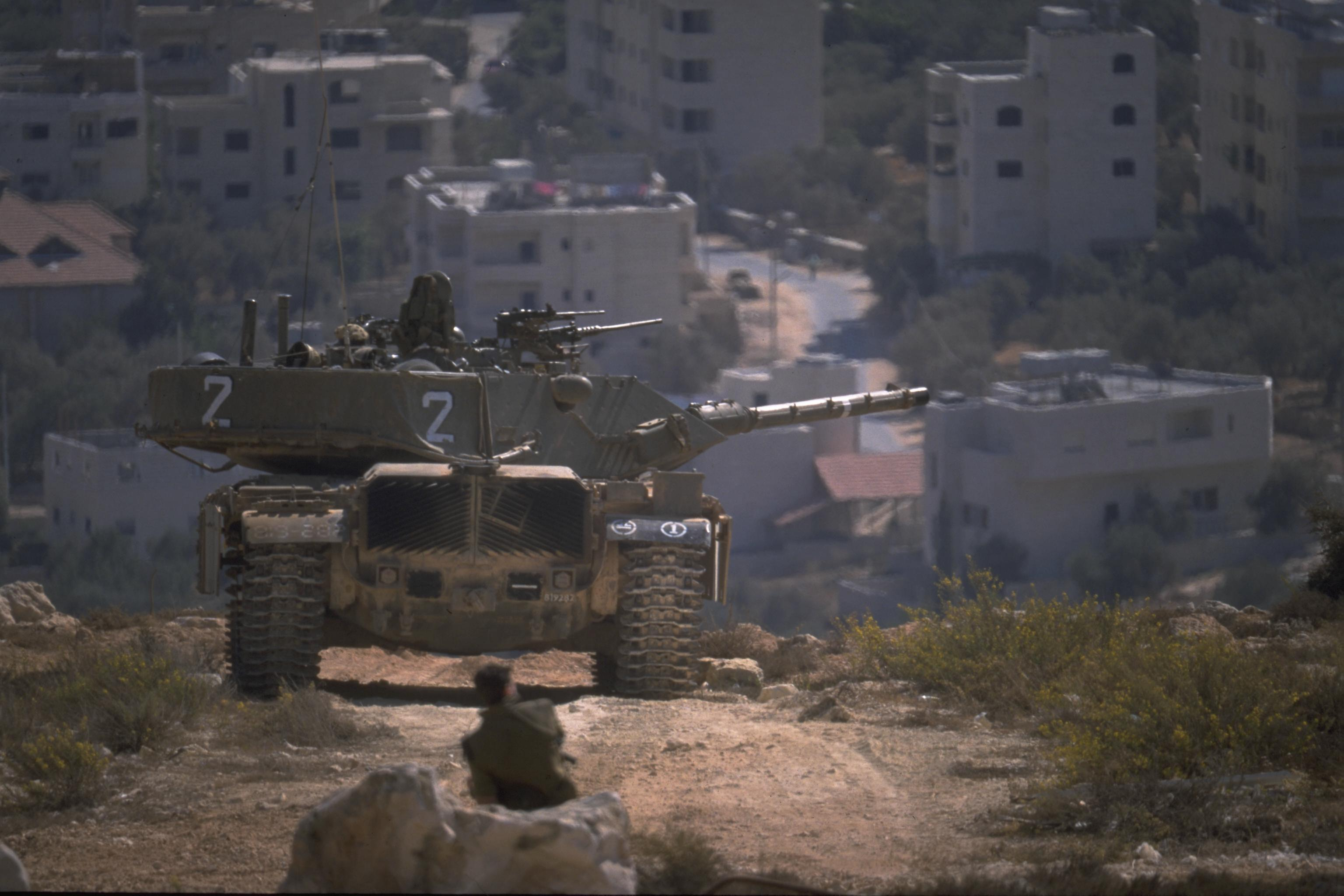
Char israélien dans la colonie de Gilo, durant la Seconde intifada, 23 octobre 2000.

À partir de 2000, Beit Jala, ville palestinienne principalement chrétienne, a servi au Fatah et à Tanzim de poste de tir pour les snipers et les attaques au mortier contre Gilo. Le gouvernement Israélien a construit une barrière de béton et installé des fenêtres pare-balles dans les écoles et les maisons à proximité de Beit Jala. Les attaques sur Gilo diminuent grandement après l'Opération Rempart, avec uniquement trois tirs par an. le 15 août 2010, après des années de calme relatif, le TSAHAL a commencé à enlever les barrières de béton, près d'une décennie après sa construction.
17 des 19 passagers tués dans la l'attentat de Patt Jonction étaient des résidents de Gilo.